# Florival Baiôa
Florival Baiôa Monteiro (Beja, 1951 - 13 de Fevereiro de 2024) foi um professor e historiador português. Ficou ligado a várias causas em defesa do património e do desenvolvimento da região do Alentejo, tendo sido condecorado com a Medalha de Mérito Artístico e Cultural de Beja.

## Biografia
Nasceu na cidade de Beja, em 1951, filho de Cristina Baiôa e de Plácido Monteiro, que exercia como relojoeiro e cantador. Frequentou a Faculdade de Letras da Universidade de Lisboa, onde se licenciou e doutorou em História de Arte.
Durante o seu período como estudante, esteve envolvido em movimentos sociais e políticos contra o regime ditatorial, tendo acabado por ser expulso do Instituto Comercial de Lisboa, no âmbito da crise académica de 1969. Foi mobilizado para a Guerra Colonial, mas conseguiu fugir para Bruxelas, onde foi refugiado político da ONU durante cerca de dois anos. Após a restauração da democracia, regressou ao país em 11 de Março de 1975, quando estava a decorrer um golpe militar. Fixou-se na cidade de Beja, onde foi professor durante cerca de 36 anos em várias escolas e no Instituto Politécnico, ensinando História, Antropologia Cultural, Organização política, e arte. Uma das suas principais iniciativas enquanto professor foi a criação de clubes de jornalismo nas escolas de D. Manuel I e de Santa Maria, tendo comentado que «Saiu de la gente que hoje exercem a profissão em jornais e televisões nacionais».
Destacou-se pelo seu contributo para a investigação da história da cidade de Beja, tendo recebido a Medalha de Mérito Artístico e Cultural da Câmara Municipal em 2019. Fundou e foi o primeiro presidente da Associação de Defesa do Património de Beja, que tinha como finalidade promover a preservação do centro histórico, e foi um dos responsáveis pela criação do Centro de Apoio da História, em colaboração com Cláudio Torres e Borges Coelho, Foi igualmente uma das principais figuras do movimento Beja Merece +, lançado em 2010 para combater a falta de investimento público na região, tendo ficado ligado à defesa do património e o desenvolvimento e melhoria das acessibilidades na região, principalmente em Beja, como o transporte aéreo e os caminhos de ferro. Participou decisivamente em várias iniciativas para recuperar tradições artísticas e populares do Alentejo, como as Maias, o património azulejar, e a recuperação do Forno Comunitário da Tí Bia Gadelha. Também exerceu como historiador de arte, com um especial interesse pela azulejaria, tendo escrito os livros Arte Azulejar de Beja e Azulejaria Convento Nossa Senhora da Conceição, Beja – 100 anos em Imagens.
Faleceu em 13 de Fevereiro de 2024, aos 73 anos, devido a uma doença oncológica. Deixou uma filha, Susa Monteiro, que se destacou como autora de banda de desenhada. A sua morte foi reportada em vários portais noticiosos nacionais, como o Público, que considerou que «Florival Baiôa deixa um enorme vazio no movimento cultural do Baixo Alentejo», enquanto que a Rádio Campanário classificou-o como uma das «figuras mais emblemáticas e queridas» do Baixo Alentejo. A autarquia de Beja recordou-o como um «conhecedor ímpar da história da cidade, em múltiplas vertentes da mesma, e dinamizador incansável de um vasto conjunto de atividades culturais e lúdicas um pouco por todo o concelho de Beja ao longo da sua vida».